# IRTダイアー・アベニュー線
IRTダイアー・アベニュー線 (IRTダイアー・アベニューせん、IRT Dyre Avenue Line) は、ニューヨーク市地下鉄のAディビジョン（IRT）に属する地下鉄の路線である。IRTホワイト・プレーンズ・ロード線のブロンクス区北東部、東180丁目駅より北における支線である。2013年時点で1日の利用客数は34,802人である。

## 運行系統と範囲
以下の系統がダイアー・アベニュー線を運行している。
|  | 時間帯 | 区間   |
|  | ------ | ------ |
|  | 終日   | 全区間 |

ダイアー・アベニュー線は5系統が終日走行しており、全駅に停車する。
ダイアー・アベニュー線全線が複線であり、さらにイーストチェスター-ダイアー・アベニュー駅とベイチェスター・アベニュー駅の間、およびペラム・パークウェイ駅からモリス・パーク駅のすぐ南側までの間には、中央に追加の線路がある。
1990年代に南行の急行線が、ダイアー・アベニュー駅の南側から延長されて、ペラム・パークウェイ駅の行き止まりの線路に接続され、Aディビジョンの地下鉄車両の新車の試験に使われるようになった。ダイアー・アベニュー駅の南行の線路は、南行急行線の位置にあり、南行緩行線はもはや存在しない。現在のプラットホームは北行急行線路の上に建設されている。当初の対向式プラットホームのうち短い部分だけがダイアー・アベニュー駅両側に残されている。ダイアー・アベニュー駅の南では、南行の線路は緩行線の位置に移り、南行急行線が始まる。
現在はペラム・パークウェイ駅で行き止まりとなっている北行急行線は、車両の留置のために使われているが、ユニオンポート・ヤードの拡張によりおおむね必要性が無くなってきている。この線路の一部はベイチェスター・アベニュー駅とダイアー・アベニュー駅の間にもある。ベイチェスター・アベニュー駅とダイアー・アベニュー駅の間のこの線路は現在取り壊し中である。それ以外の区間は、この路線の信号システム近代化プロジェクトに合わせてペラム・パークウェイ駅北端まで延長されている。
路線の北端は単純な行き止まりとなっており、ダイアー・アベニュー駅南側に渡り線がある。路線南端は立体交差になっており、IRTホワイト・プレーンズ・ロード線の緩行線へとつながり、急行線へも渡り線がある。
内側の線路はどちらも、現在は信号システム近代化プロジェクトの作業用車両が使用している。

## 歴史
もともとのダイアー・アベニュー線は、ホワイト・プレインズやポートチェスターを、IRT3番街線に隣接する、ハーレム川にある駅までを結んでいた電化通勤鉄道であった、ニューヨーク・ウェストチェスター・アンド・ボストン鉄道の複々線の本線の一部であった。ニューヨーク・ウェストチェスター・アンド・ボストン鉄道は、1912年5月29日に開通した。まもなく東180丁目に乗換駅が開設され、IRTホワイト・プレーンズ・ロード線など、いくつかの地上鉄道線への乗換ができるようになった。急行列車はブロンクス区内では、ペラム・パークウェイ駅と東180丁目駅のみに停車した。ニューヨーク・ウェストチェスター・アンド・ボストン鉄道は、倒産したため1937年12月31日に廃止となった。
ニューヨーク・ウェストチェスター・アンド・ボストン鉄道が廃止となる以前から、並行する地下鉄線の計画が作られていた。1929年の路線拡張計画には、モリスパーク・アベニュー、ウィルソン・アベニュー、ボストン・ロードを通ってベイチェスター・アベニューへ行く路線が含まれており、IND2番街線につながることになっていた。路線廃止後の1939年になり、計画は変わって、旧ニューヨーク・ウェストチェスター・アンド・ボストン鉄道線のダイアー・アベニューまでの区間をIRTの地下鉄網に統合し、IRTペラム線から分岐するウェストチェスター・アンド・ボストン線とする計画になった。
ニューヨーク市運輸委員会は、ニューヨーク・ウェストチェスター・アンド・ボストン鉄道のブロンクスの東180丁目より北側を買収し、1941年5月15日にシャトル運転で営業を開始した。東180丁目駅ではIRTホワイト・プレーンズ・ロード線と乗換ができた。北にウエストチェスター郡へと伸びる廃線を再開させる計画は実現しなかった。IRT3番街線で使われていた車齢20年の車両が運行に用いられた。
ダイアー・アベニュー線を、東180丁目駅の北側でホワイト・プレーンズ・ロード線に直接接続する工事を300万ドルかけて実施し、1957年5月6日から直通運行が開始された。夜間の運行は引き続きシャトル運転とされた。この時点で、旧ニューヨーク・ウェストチェスター・アンド・ボストン鉄道の駅は廃止となった。直通運転は5時30分から20時30分までの間、7番街線急行との間で実施された。20時30分から1時15分までは、東180丁目とダイアー・アベニューの間でシャトル列車が運行され、早朝の時間帯にはこの路線では列車の運行が無かった。
1962年2月27日に当局では70万ドルをかけてダイアー・アベニュー線を近代化することを発表し、ダイアー・アベニュー駅の建て直しやそれ以外の4駅のプラットホーム延長などが含まれた。
1965年4月18日から、IRTブロードウェイ-7番街線とIRTレキシントン・アベニュー線の北側での列車直通先が交換され、ブロードウェイ-7番街線の2系統の列車がIRTホワイト・プレーンズ・ロード線を241丁目駅まで、レキシントン・アベニュー線の5系統の列車がダイアー・アベニュー線をダイアー・アベニュー駅まで走るようになった。深夜帯には引き続きシャトル運転を行っている。

## 駅一覧

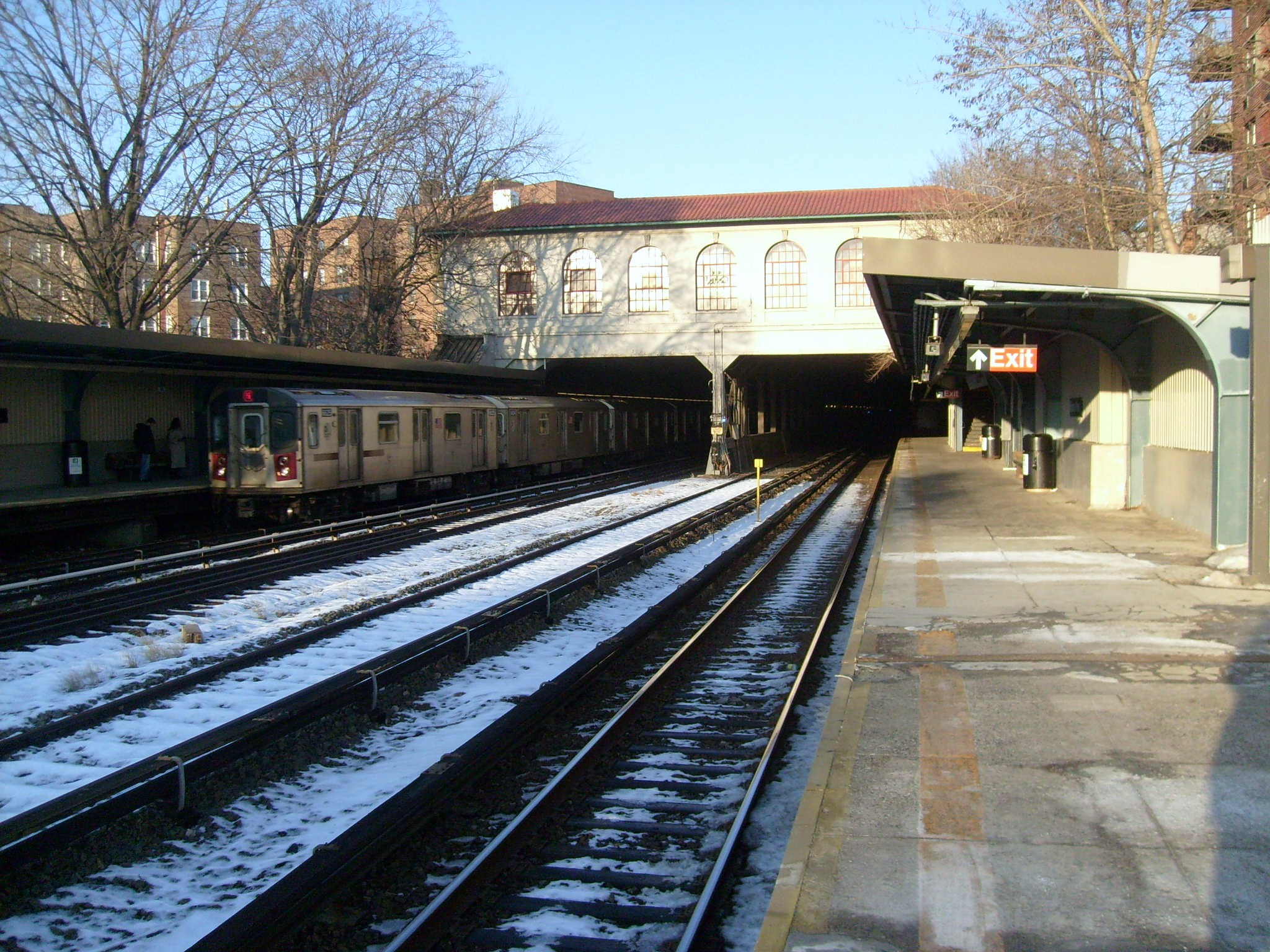
ブロンクスのIRTダイアー・アベニュー線のモリス・パーク駅にて。5系統が進入している。

| 凡例            | 凡例     |
| --------------- | -------- |
| Stops all times | 終日停車 |
| 時間帯詳細      |          |

| 所在地 （おおよその位置）                                                                        | バリアフリー・アクセス                                                                           | 駅                                                                                               | 線路                                                                                             | 停車列車                                                                                         | 開業日                                                                                           | 乗換・備考 |
| これ以北のウェストチェスター郡内のニューヨーク・ウェストチェスター・アンド・ボストン鉄道線は廃止 | これ以北のウェストチェスター郡内のニューヨーク・ウェストチェスター・アンド・ボストン鉄道線は廃止 | これ以北のウェストチェスター郡内のニューヨーク・ウェストチェスター・アンド・ボストン鉄道線は廃止 | これ以北のウェストチェスター郡内のニューヨーク・ウェストチェスター・アンド・ボストン鉄道線は廃止 | これ以北のウェストチェスター郡内のニューヨーク・ウェストチェスター・アンド・ボストン鉄道線は廃止 | これ以北のウェストチェスター郡内のニューヨーク・ウェストチェスター・アンド・ボストン鉄道線は廃止 | これ以北のウェストチェスター郡内のニューヨーク・ウェストチェスター・アンド・ボストン鉄道線は廃止 |
| ------------------------------------------------------------------------------------------------ | ------------------------------------------------------------------------------------------------ | ------------------------------------------------------------------------------------------------ | ------------------------------------------------------------------------------------------------ | ------------------------------------------------------------------------------------------------ | ------------------------------------------------------------------------------------------------ | --- |
| イーストチェスター                                                                               |                                                                                                  | イーストチェスター-ダイアー・アベニュー駅                                                        |                                                                                                  | 5                                                                                                | 1912年5月29日(NYW&B) 1941年5月15日(IRT)                                                          | 当初はニューヨーク・ウェストチェスター・アンド・ボストン鉄道線の両側に2本の相対式ホームがある各駅停車のみの駅であったため、ニューヨークシティ・トランジット・オーソリティにより島式ホームに改築された。 |
| ベイチェスター                                                                                   |                                                                                                  | ベイチェスター・アベニュー駅                                                                     | 各駅停車                                                                                         | 5                                                                                                | 1912年5月29日(NYW&B) 1941年5月15日(IRT)                                                          | |
| ベイチェスター                                                                                   |                                                                                                  | ガン・ヒル・ロード駅                                                                             | 各駅停車                                                                                         | 5                                                                                                | 1912年5月29日(NYW&B) 1941年5月15日(IRT)                                                          | |
| ペラム・パークウェイ                                                                             |                                                                                                  | ペラム・パークウェイ駅                                                                           | 全列車                                                                                           | 5                                                                                                | 1912年5月29日(NYW&B) 1941年5月15日(IRT)                                                          | Bx12セレクト・バス・サービス ニューヨーク・ウェストチェスター・アンド・ボストン鉄道時代は急行停車駅であった。                                                                                           |
| モリス・パーク                                                                                   |                                                                                                  | モリス・パーク駅                                                                                 | 各駅停車                                                                                         | 5                                                                                                | 1912年5月29日(NYW&B) 1941年5月15日(IRT)                                                          | |
| ユニオンポート車両基地連絡線                                                                     |                                                                                                  |                                                                                                  |                                                                                                  |                                                                                                  |                                                                                                  | |
| IRTホワイト・プレーンズ・ロード線合流 (5 )                                                       |                                                                                                  |                                                                                                  |                                                                                                  |                                                                                                  |                                                                                                  | |
| ニューヨーク・ウェストチェスター・アンド・ボストン鉄道線の残りの区間は廃止                       |                                                                                                  |                                                                                                  |                                                                                                  |                                                                                                  |                                                                                                  | |